# Exorista xanthaspis
Exorista xanthaspis là một loài ruồi trong họ Tachinidae.